# Podregion Lahti
Podregion Lahti (fiń. Lahden seutukunta) – podregion w Finlandii, w regionie Päijät-Häme.
W skład podregionu wchodzą gminy:
- Asikkala,
- Hartola (od 2010),
- Heinola (od 2010)[3],
- Hollola,
- Iitti (od 2021)[4],
- Kärkölä,
- Lahti,
- Orimattila,
- Padasjoki,
- Sysmä (od 2010)[3].

W skład podregionu wchodziły gminy:
- Artjärvi (1 stycznia 2011 włączona do gminy Orimattila),
- Hämeenkoski (1 stycznia 2016 włączona do gminy Hollola),
- Nastola (1 stycznia 2016 włączona do gminy Lahti)[5].